# Padang Kandis
Padang Kandis is een bestuurslaag in het regentschap Belitung van de provincie Bangka-Belitung, Indonesië. Padang Kandis telt 1153 inwoners (volkstelling 2010).